# Minotaure
Minotaure era una revista de inspiración surrealista que se publicó de 1933 a 1939 en París por los editores Albert Skira y Stratis Eleftheriadis (conocido como Tériade) .

## Minotaure
Minotaure seguía la tradición de los Cahiers d'art de Christian Zervos, Ofrecía una plataforma literaria y reproducciones de artitas como Alberto Giacometti, Hans Bellmer, Paul Delvaux, Roberto Matta, Óscar Domínguez, Remedios Varo, André Breton y los disidentes del surrealismo ( como André Masson y Georges Bataille). En junio de 1933 apareció el primer número, con portada de Pablo Picasso y artículos de los propios artistas, como Tristan Tzara ( D'uncertain automatisme du geste, no 3-4 ), Salvador Dalí ( Sobre la aterradora y comestible belleza de la arquitectura de estilo moderno, n 3-4 ) y Roberto Matta ( Matemáticas Sensibles - Arquitectura del Tiempo, n 11 ).

## Génesis y orientación.
Albert Skira publica obras de lujo desde los años 30 : Las metamorfosis de Ovidio ilustradas por Picasso (1930), los Poemas de Mallarmé ilustrados por Matisse (1932), Las canciones de Maldoror del conde de Lautréamont de Dalí (1934). El proyecto estaba en la línea de las revistas surrealistas ya publicadas, como La Révolution regional y Documents, dirigida por Georges Bataille entre 1929 y 1930.  Los rasgos característicos del proyecto son claros. : publicación de obras artísticas « de interés universal » ; Deseo de asociar, en una perspectiva modernista, la creación pictórica y poética, así como la música, la arquitectura y las artes escénicas. ; presentación de estudios sobre tendencias artísticas modernas realizados por “ escritores especializados ", desde " eruditos " y los " poetas más representativos de la generación actual » en un enfoque que es a la vez etnográfico, arqueológico y psicoanalítico . Así, Minotauro afirma inmediatamente “ su deseo de redescubrir, reunir y resumir elementos que constituyeron el espíritu del movimiento moderno para extender su influencia, y se esforzará, gracias a un intento de clarificación de carácter enciclopédico, en despejar el terreno artístico para restaurar el crecimiento universal del arte en movimiento”.
Al igual que en Documentos hay una “ distribución irracional de ilustraciones dentro de los números. » y un enfoque etnográfico. El segundo número está dedicado a la misión Dakar-Djibouti de Michel Leiris con portada de Gaston-Louis Roux,. Jean Jamin señaló que este número  contribuyeró al cuestionamiento de la realidad y la racionalidad. .
La línea editorial se comparte, por tanto, entre este enfoque científico, que apunta tanto al estudio de las artes primitivas como al del arte contemporáneo, y un enfoque más poético, que deja espacio a la imaginación cuyas virtudes exalta Breton y, por extensión, a la parte de monstruosidad. que contiene con respecto a los cánones estéticos, sociales y morales de su tiempo - Minotauro de hecho forma parte de una modernidad artística que busca sacudir un cierto orden y, como reacción a la guerra, interpretar la parte de animalidad e irracionalidad inherente a hombre.
Desde n 10 (invierno de 1937), la dirección recayó únicamente en Albert Skira y el comité editorial estaba formado por André Breton, Marcel Duchamp, Paul Éluard, Maurice Heine y Pierre Mabille . Marcel Duchamp y Paul Éluard ya no aparecen en el consejo editorial del último número ( mai 1939 ).

## Elección del título
El préstamo mitológico está en muchos aspectos en línea con la lógica de los surrealistas que vieron en él, a través de los escritos de Freud, una manera de regresar a un conocimiento arcaico e instintivo, siendo el desafío liberarse de las enseñanzas de la razón, o Incluso la camisa de fuerza del racionalismo . Como ser híbrido, entre hombre y bestia, el Minotauro representa bien este conflicto interno entre conciencia y animalidad, medida y monstruosidad. Bataille ya se había interesado por él en un artículo en Documentos titulado Soleil pourri, donde relacionaba el ritual del toreo, el Minotauro y el antiguo culto a Mitra. ; ídem en la Historia del ojo en el capítulo “ El ojo de Granero ". También en las artes visuales, el tema apareció en Masson, Picasso y Max Ernst a partir de los años 1920  y gozó popularidad en la comunidad artística de la época, lo que también está relacionado con la reanudación de temas nietzscheanos si consideramos que el Minotauro representa el impulso dionisíaco que ordena la creación artística, en oposición al hilo racional de Teseo y al modelo apolíneo.
Por este motivo, la elección del título se atribuye generalmente a Bataille o Masson, como sugiere Tériade, aunque Breton tampoco es ajeno a ello. De hecho, en 1924 había tomado el mito como emblema para calificar la investigación surrealista. : “ Sin hilo, he aquí una frase que ha ocupado su lugar demasiado recientemente en nuestro vocabulario, una frase cuya suerte ha sido demasiado rápida para que no quede mucho del sueño de nuestro tiempo, para que no me dé una novedad muy rara. determinaciones específicas de nuestra mente. [...] debo ser Teseo, pero Teseo encerrado para siempre en su laberinto de cristal »  Teseo, sin cables, puede representar a un ser determinado únicamente por su deseo asesino hacia el Minotauro, y no al hombre racional que al salir del laberinto se hace con el control de la ciudad de Atenas. En 1933, la elección de tal título no era, por tanto, prerrogativa de una sola persona sino el reflejo de debates estéticos y filosóficos inherentes a ese período, de modo que la calidad híbrida del Minotauro remitía a la dualidad de la línea editorial de la revista. compartida entre la visión de Bataille y la de Breton.

## Las entregas
- no 1, junio 1933, couverture de Pablo Picasso.
- no 2,  «Mission Dakar-Djibouti 1931-1933», junio 1933, portada de Gaston-Louis Roux.
- no 3-4, diciembre 1933, portada de André Derain.
- no 5, marzo 1934, portada de Francisco Borès.
- no 6, diciembre 1934, portada de Marcel Duchamp.
- no 7, junio 1935, portada de Joan Miró.
- no 8, junio 1936, portada de Salvador Dalí.
- no 9, octubre 1936, portada d'Henri Matisse.
- no 10, invierno 1937, portada de René Magritte.
- no 11, primavera 1938, « Cherchez Minotaure », portada de Max Ernst.
- no 12-13, mayo 1939, portada d'André Masson.

Todos los números fueron reeditados en facsímil por Arno Press (Nueva York) en 1968 y por las ediciones de arte Albert Skira en 1980-1981.